# Têtes de Bois
I Têtes de Bois sono un gruppo musicale italiano, formatosi a Roma.

## Storia
Il debutto risale al 15 febbraio 1992, in piazza Campo de' Fiori a Roma, sotto la statua di Giordano Bruno, con un concerto su un vecchio camioncino Fiat 615 NI del 1956, acquistato da un rigattiere e diventato palco ambulante, con le canzoni di Ferré e Brassens, le poesie musicali di Baudelaire.
Nel 1994 esce il primo CD autoprodotto E anche se non fosse amore, lavoro sostanzialmente costituito da interpretazioni di celebri artisti della canzone francese. Nel 1997 Emi music pubblica Pezzi di ricambio, primo disco di brani originali firmati dal gruppo.
Il '97 è anche l'anno della primaedizione di Stradarolo, Festival internazionale di arte su strada - destinato a durare un decennio, fare scuola e generare imitazioni ed epigoni, tra cui le “notti bianche” - nonché del progetto “Sotto il cielo di Roma e Berlino”, in collaborazione con il gruppo Stalker, nelle stazioni delle metropolitane di Roma e Berlino alle ore di punta.
Tra il 2000 e il 2002 i Têtes de Bois dirigono la residenza di Tuscania Teatro. L'esperienza darà vita tra le altre cose agli eventi della Ferrovia dell'Allume, itinerari di spettacoli, installazioni e poesia tra binari e gallerie di una ferrovia abbandonata, dal tramonto all'alba. A Parigi, il 21 giugno del 2000, in occasione della Festa Europea della Musica, per un giorno intero tengono concerti negli ascensori del palazzo del Ministero delle Finanze.
Nel 2001, sono tra gli organizzatori dell'evento che si tiene proprio sul loro camioncino - che darà vita all'associazione Apollo 11 all'Esquilino, dove poco dopo prenderà vita l'avventura dell'Orchestra di Piazza Vittorio. Nel 2002 arriva Ferré, l'amore e la rivolta, album che vende 18 000 copie in Italia, 4.000 in Francia e la vittoria al Premio Tenco della Targa come Migliori interpreti nel 2002. Nel 2004 è poi la volta del disco doppio Pace e male.
Il 2005 vede i Têtes de Bois impegnati nell'ideazione del Festival dedicato al pendolarismo "All'incontrario va", tra il treno e la stazione di Frascati e nello start del progetto "Avanti pop" dedicato a un mondo del lavoro che, in quel momento storico, sembrava proprio un argomento dimenticato.
Nel 2007 il quinto appuntamento discografico per il sestetto con l'uscita di Avanti pop, CD nato da un tour in 20 tappe nei luoghi simbolo del lavoro in Italia. Per questo lavoro hanno avuto dei riconoscimenti come il Premio Tenco, come migliori interpreti nel 2007; il Premio PIMI, come miglior tour 2007 al Meeting delle etichette indipendenti, e il Premio Matteo Salvatore nel 2008. A febbraio partecipano al Festival di Sanremo nella serata dedicata ai duetti. Ospiti di Paolo Rossi arrangiano e interpretano un inedito di Rino Gaetano, In Italia si sta male. Segue la partecipazione come resident-band a Niente di personale, la trasmissione di LA7 condotta da Antonello Piroso.
Nello stesso anno, sul fronte dei festival, realizzano il progetto artistico "TRAMiamo" sul treno della ferrovia Roma – Pantano e inaugurano il progetto "41º Parallelo", che durerà fino al 2010. Dal progetto nascerà L'Orchestra delle donne del 41º Parallelo. Del 2008 viene pubblicato Avanti Pop. I diari del camioncino (edizioni il manifesto), libro a cura di Timisoara Pinto e docufilm sul viaggio del gruppo nel mondo del lavoro.
Nel 2010 viene pubblicato Goodbike, CD dei Têtes de Bois interamente dedicato alla bicicletta e pubblicato da Ala Bianca/Warner Bros.). Il disco si è classificato secondo nella categoria "miglior disco assoluto" al Premio Tenco 2010. Della canzone di apertura Alfonsina e la bici è stato realizzato un videoclip diretto da Agostino Ferrente con il montaggio e la fotografia del videomaker Paolo Scarfò, che ha come interpreti l'astrofisica Margherita Hack e il rapper Militant A di Assalti Frontali. Il videoclip ha vinto il premio speciale al Premio Italiano Videoclip Indipendente 2010.
Nel 2009 i Têtes de Bois hanno fatto parte del cast e della colonna sonora del film Le ombre rosse di Citto Maselli. Di nuovo sul grande schermo nel 2011, sono gli autori delle musiche del film Passannante diretto da Sergio Colabona.
Nel 2011 sono la resident band della trasmissione televisiva Fratelli e sorelle d'Italia condotta da Veronica Pivetti su La7. Il 2011 è un anno di mobilitazioni nel mondo della cultura e i Tetes de Bois sostengono con una serie di concerti la protesta del Teatro Valle occupato e del Cinema Palazzo (che ospiterà l'anteprima del Palco a pedali) e aderiscono alla rete aperta Cultura Bene Comune. Ma il 2011 è soprattutto l'anno del Palco a pedali, il primo eco concerto spettacolo al mondo alimentato interamente (audio, luci e video) dall'energia prodotta dal pubblico in bicicletta. Lo spettacolo debutta prima a Bari e in seguito viene replicato in tutta Italia.
Nel 2012 i Têtes de Bois compiono vent'anni e per festeggiarli pubblicano l'antologia Mai di moda, che contiene vari inediti. Realizzano inoltre la colonna sonora di Non mi avete convinto – Pietro Ingrao un eretico di Filippo Vendemmiati, presentato al Festival di Venezia nelle Giornate degli autori.
Nel 2013 lanciano insieme a un gruppo di amici attivisti-ciclisti il progetto delle Transumanze a pedali (Transumanza a pedali per L'Aquila e Libera è la bici a Latina, in collaborazione con Libera!). Sempre nello stesso anno, ventennale della morte di Léo Ferré, partecipano alla manifestazione "Suona francese" a Roma e "Suona italiano" a Parigi, promossa dall'Auditorium Parco della Musica.
Dopo due anni di lavoro traduzione e ricerca, a vent'anni dalla morte del grande poeta e cantante francese, nel settembre 2014 esce per Ala Bianca Extra, nuovo album dedicato a Léo Ferré, che vince nel 2015 la Targa Tenco come miglior disco nella categoria Interpreti.
Nel 2023 esce il libro La strada, il palco e i pedali - Trent'anni di storie dei Têtes de Bois scritto appassionatamente da Massimo Pasquini, giornalista e scrittore, che ha raccontato con ironia e leggerezza le loro imprese iniziate su un camioncino d’epoca nella centralissima Campo de’ fiori a Roma e terminate trent’anni dopo sulle selle dello stupefacente palco a pedali della recentissima Retromarcia su Roma. In mezzo, le visionarie, ironiche, commoventi, sorprendenti iniziative disseminate in giro per l’Italia e per l’Europa.

## Progetti

### Palco a pedali
A partire dalla loro passione per la bicicletta, i Tetes de Bois hanno messo a punto il primo eco spettacolo al mondo sulla bicicletta alimentato a pedali.
Per la prima volta in assoluto l'energia elettrica che illuminerà il palco e lo farà suonare sarà generata da 128 spettatori volontari, che con le loro biciclette agganciate a uno speciale cavalletto collegato a una dinamo, pedaleranno per tutta la durata dello spettacolo. Semplicemente pedalando produrranno l'energia necessaria per sostenere l'intero spettacolo dal vivo Goodbike, un viaggio nel mondo della bicicletta tra immagini, canzoni, racconti e versi. Il Palco a pedali è un'idea di Andrea Satta dei Têtes de Bois, progettato da Gino Sebastianelli, prodotto dalla Just in Time di Mauro Diazzi, con la collaborazione artistica di Agostino Ferrente, finanziato dall'Assessorato alle Infrastrutture Strategiche e Mobilità della Regione Puglia.
La storia del progetto, dalla sua ideazione al debutto è raccontata nel Film a pedali diretto da Agostino Ferrente e interpretato da Andrea Satta e Francesco Di Giacomo, storica voce del Banco del Mutuo Soccorso.

### Stradarolo
All'attività musicale e discografica, la band ha sempre affiancato l'ideazione e la direzione artistica di progetti dedicati all'interpretazione degli spazi urbani ed extraurbani, di Roma e soprattutto della periferia romana che guarda ad Est. In tal senso i Têtes de Bois, da sempre gruppo indipendente con lo sguardo puntato sulle dinamiche emotive e fisiche legate alla quotidianità e ai luoghi di transito, nel 1997 hanno concettualizzato la categoria esistenziale del pendolarismo fino a farne un festival, "Stradarolo", uno dei primi in Italia dedicati all'arte su strada. Al Festival "Stradarolo" i pianoforti vengono suonati agli incroci stradali, mentre ai semafori si fanno concerti.

### Ferrovia dell'allume
"Ferrovia dell'Allume" è una serie di performance artistiche in un viaggio a piedi di andata e ritorno lungo il tracciato di una linea ferroviaria dismessa, la Capranica – Civitavecchia, tra le stazioni di Civitella Cesi e Monteromano.
Il percorso si snoda in sette movimenti lungo il percorso della ex ferrovia, dal tramonto all'alba. La ferrovia corre parallela al raccordo, a 50 km da Roma, una ferrovia abbandonata punteggiata di stazioni stile liberty, costruita all'inizio del ‘900 con undici gallerie scavate a pala e piccone. Era la ferrovia dei minatori di allume. Pensata tra i laghi e il mare, lontana dai paesi abbandonati, nella Tuscia. Oggi, di questo luogo, sconosciuto, resta una lunga traccia di ghiaia e panorami immensi.
Della performance sono state tenute due edizioni, realizzate nel 2000 e nel 2002.

### Officina Culturale 41º Parallelo
Nei luoghi – non luoghi di Stradarolo i Têtes de Bois hanno ideato e fondato nel 2009 l'officina Culturale 41º Parallelo che ne eredita la vocazione e la ribalta su un piano internazionale. “41º Parallelo, progetto di arte e cultura sul filo del 41º parallelo, grande laboratorio culturale che si aprirà a tutti i paesi e ad alcune delle maggiori città degli stati che si trovano tra il 41º ed il 42º parallelo.
Di che si tratta? Di avere immaginazione. Se fosse possibile rimuovere la calotta artica terrestre fino al quarantunesimo parallelo individueremmo un piano circolare e, senza più il limite della curvatura dell'orizzonte terrestre, il nostro sguardo arriverebbe a Tirana, a Skopije, a Istanbul, volerebbe su Taskent, attraverserebbe i deserti della Cina, la Grande Muraglia e il Giappone, e gli States e Oporto e Barcellona, per tornare qui da noi nell'area romana.
La fascia tra il 41º e il 42º parallelo è quella che attraversa in Italia la Sardegna settentrionale il Lazio da Roma verso Sud e più a Sud la provincia di Caserta in Campania, un buon pezzo di Molise, angoli di Abruzzo, sicuramente la zona del Parco Nazionale e il Gargano, l'Irpinia e il nord della Basilicata, il Tavoliere delle Puglie fino alla città di Bari. E dopo il mare, se i nostri occhi non fossero fermati dalla curvatura terrestre arriverebbero in Albania, al confine macedone e greco e poi incontrerebbero la Tracia, la Bulgaria montuosa dei Rodopi e Istanbul la costa pontica della Turchia, Trebisonda, la Georgia, l'Armenia, l'Azerbaijan, la Russia del Dagestan, il Caspio e il Turkmenistan, l'Uzbekistan, le steppe dell'Asia centrale, il Kazakistan nelle sue parti più meridionali e le alte terre del Kirghizistan attraverso il Tiem Shan, la Cina, il deserto del non ritorno del Taklimakan incrociando anche la Via della Seta e inesplorati deserti freddi della Mongolia interna e dopo tutta questa Cina di cui non si parla mai e la Corea del Nord un po' di mare, si attraversa l'arcipelago giapponese tra Hokkaido e Honshu, terra dei vulcani, ora l'immenso Pacifico e l'approdo sulle coste settentrionale della California, gli Stati montani nordamericani, il Nevada, il Wyoming, Nebraska, Iowa, Illinois con Chicago, l'Indiana, Ohio, Pennsylvania, New Jersey, le periferia nord di New York, il Connecticut e Rhode Island… Poi ancora mare l'Oceano Atlantico, la vecchia Europa e Oporto, lembi di Galizia in Spagna, Valladolid,  Zaragoza, Barcellona e la Sardegna, l'Asinara e la Gallura, la Corsica di Bonifacio ed è di nuovo la costa di Enea …. decine di migliaia di chilometri intorno al mondo. Sul filo del quarantunesimo parallelo.
Dunque, l'obiettivo di quarantunesimo parallelo è quello di rendere possibile mettersi in contatto con altre culture del mondo, scambiarsi idee e instaurare rapporti con queste molteplici realtà, attivare laboratori, collaborazioni, scambi e residenze, partendo dal proprio territorio, dalla sua particolarità per poi sviluppare uno spazio culturale aperto alla diversità, alla memoria, alla creatività. 41º parallelo vuole essere un dialogo costante e cerca per questo la partecipazione di tanti appassionati per completare un quadro, un'opera scritta collettivamente. Fuori dalla programmazione degli eventi strettamente riconoscibili come interventi culturali – come gli spettacoli – saranno attivate delle iniziative collaterali, come per esempio un giro del mondo in bici lungo il 41º parallelo.
Da questa esperienza è nata l'Orchestra delle donne del 41º parallelo.

### TRAMiamo
In occasione della Notte Bianca romana del 2007, i Tetes de Bois hanno ideato e diretto Tramiamo (2007), il trenino bianco e azzurro - il modello più antico, stratificazione di ingegneria ferroviaria dagli anni Venti a oggi - che dalla stazione delle Ferrovie Laziali a pochi passi da Termini attraversa tutta la città per approdare a Pantano Borghese in aperta campagna diventa teatro, palco, mezzo artistico di un viaggio-evento che traghetta il pubblico dal centro verso la periferia, dalla periferia verso il centro più volte. Un trenino teatro in una notte di narrazione artistica, musicale, sociologica, urbanistica, gastronomica e per scenografia la Roma Albertina, le vestigia dell'antichità e poi le case, le casette, le case abusive, i palazzi, i palazzoni, i casermoni, le torri, le torracce, i castelli medievali, la città, la gente, novanta anni di immigrazione, di trasformazioni, le mani di chi veniva dalla campagna Est di Roma sostituite da quelle degli africani che oggi percorrono quello stesso tragitto.

### La Retromarcia su Roma
28 ottobre 2022, 100 anni dopo. Controstoria di un anniversario. Un viaggio leggero, attento e informato. Ma tutto al contrario. Anche a misura di bambini. La Retromarcia su Roma porterà nei luoghi di quella tragica e farsesca pagina della storia l’”invece” che non c’è stato. I colori della fantasia che sono stati imbrattati di nero.
Verranno portati l’abilità, l’arte, lo stupore, l’ingegno, la meraviglia, le facoltà dell’uomo che sa immaginare, la fisicità e la concretezza, lo spazio e il tempo curvati dalla fantasia, per scoprire che la prestanza fisica possono essere acrobazia e bellezza e non sopraffazione e minaccia, che più che imporre si può sedurre, e invece che dettare volontà si può ascoltare, meglio che intimidire si può proporre. Ribaltare un anniversario e stupire, una scelta antifascista dalla parte della felicità.

## Formazione
- Andrea Satta: voce
- Carlo Amato: contrabbasso, basso, chitarra, computer e campionamenti
- Luca De Carlo: tromba
- Angelo Pelini: pianoforte, fisarmonica, tastiera
- Stefano Ciuffi: chitarre
- Lorenzo Gentile: batteria, percussioni

Hanno fatto parte della band, nel tempo: 
- alle chitarre: Rodolfo Maltese e Maurizio Pizzardi
- alla batteria Alessandro D'Aloia, Giovanni Lo Cascio, Maurizio Rizzuto, Raffaello Murrone, Carlo Battisti, Gianni Di Renzo, Andrea Bonioli, Luca Fareri, Claudio Mastracci
- alla fisarmonica Massimo Fedeli

## Discografia

### Album
- 1994 - E anche se non fosse amore
- 1997 - Pezzi di ricambio
- 2002 - Ferré, l'amore e la rivolta
- 2004 - Pace e male
- 2007 - Avanti pop
- 2009 - I riciclisti
- 2010 - Goodbike
- 2012 - Mai di moda
- 2014 - Extra

### Partecipazioni
- 1995 - AAVV Suona per Cuba con il brano Couleur Café
- 1996 - AAVV Stacca la spina con il brano E anche se non fosse amore
- 1997 - AAVV Catapulta con il brano Caterina
- 2003 - AAVV Non più i cadaveri dei soldati con il brano Amore che vieni, amore che vai
- 2004 - AAVV Enzimi 2004 Roma con il brano Io sono allegro
- 2005 - AAVV La Battaglia di Canne con il brano Non si può essere seri a diciassette anni
- 2005 - AAVV GE 2001 con il brano Abbasso Nixon
- 2005 - AAVV 19° rassegna Premio Paolo Pavanello con il brano E così sia
- 2006 - AAVV Meiduemilasei. 10 anni di musica indipendente! con il brano E così sia
- 2007 - Paolo Rossi In Italia si sta male (si sta bene anziché no)... e altre storie con il brano Io sono allegro
- 2007 - AAVV Ciao Poeta con i brani Adesso sì e Mani bucate
- 2008 - AAVV Quelle piccole cose con il brano Lisbona quando albeggia
- 2008 - AAVV Canzoni per loro con il brano Veloce
- 2008 - AAVV Bardóci con il brano Uno spettacolo
- 2008 - AAVV In terra zapatista. La musica popolare italiana a sostegno delle comunità indigene del Chiapascon il brano Rocco e i suoi fratelli
- 2009 - AAVV Adunata per un lamento su testi e musiche di Matteo Salvatore con i brani Lu furestiero e Padrone mio

### Video
- 2011 - Alfonsina e la bici, diretto da Agostino Ferrente[3]
- 2012 - La solitudine delle idee, diretto da Simone Marchi[4]
- 2014 - Tango, diretto da Dario Acocella[5]

## Premi
- 2002 Targa Tenco categoria Interpreti con il disco Ferré, l'amore e la rivolta
- 2002 miglior singolo dell'anno per la rivista "L'Isola che non c'era": "Non si può esser seri a diciassette anni" in duetto con Daniele Silvestri
- 2004 miglior album dell'anno per la rivista "L'Isola che non c'era": "Pace e Male"
- 2005 Premio Lunezia Elite
- 2007 Targa Tenco categoria Interpreti con il disco Avanti Pop
- 2007 Premio MEI per il miglior progetto speciale (Avanti Pop)
- 2007 Miglior disco alternative dell'anno per il webmagazine Ondalternativa.it
- 2008 Premio MEI per il miglior tour
- 2008 Premio Matteo Salvatore
- 2010 Premio PIVI per il videoclip Alfonsina e la bici (tratto dall'album Goodbike), per la regia di Agostino Ferrente
- 2010 Goodbike secondo classificato al Premio Tenco nella categoria miglior disco assoluto
- I Tetes de Bois sono stati scelti dal Comune di Charleville- Meziers (Francia), città natale del poeta Rimbaud, per il concerto del 150º anniversario della sua nascita.
- 2015 Targa Tenco categoria Interpreti con il disco Extra

## Filmografia

### Cinema
- Baci da Roma, regia di Laura Muscardin, colonna sonora
- Avanti pop - I diari del camioncino, documentario (2008)
- Le ombre rosse, regia di Citto Maselli (2009)
- Passannante, regia di Sergio Colabona (2011)
- Non mi avete convinto. Pietro Ingrao, un eretico, regia di Filippo Vendemmiati (2012)
- Film a pedali, regia di Agostino Ferrente (2012)
- Meno male è lunedì, regia di Filippo Vendemmiati (2014)
- Mura Am(o)ur, regia di Manuela Audisio (2021)

### Televisione
- Niente di personale (2007), LA7
- Festival di Sanremo 2007
- Fratelli e sorelle d'Italia (2011), LA7